# Rifgebergte

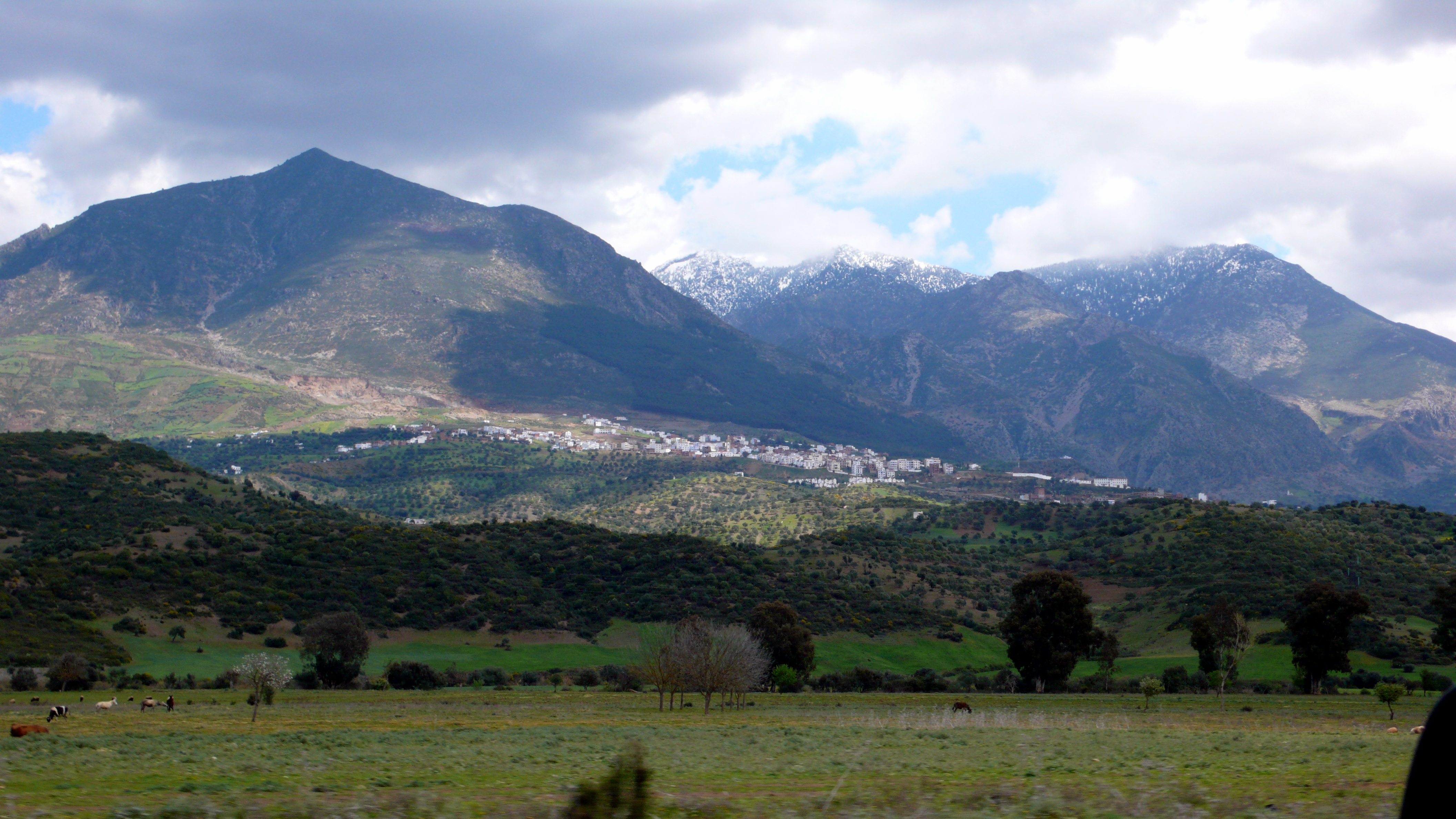
het Rifgebergte met Chefchaouen

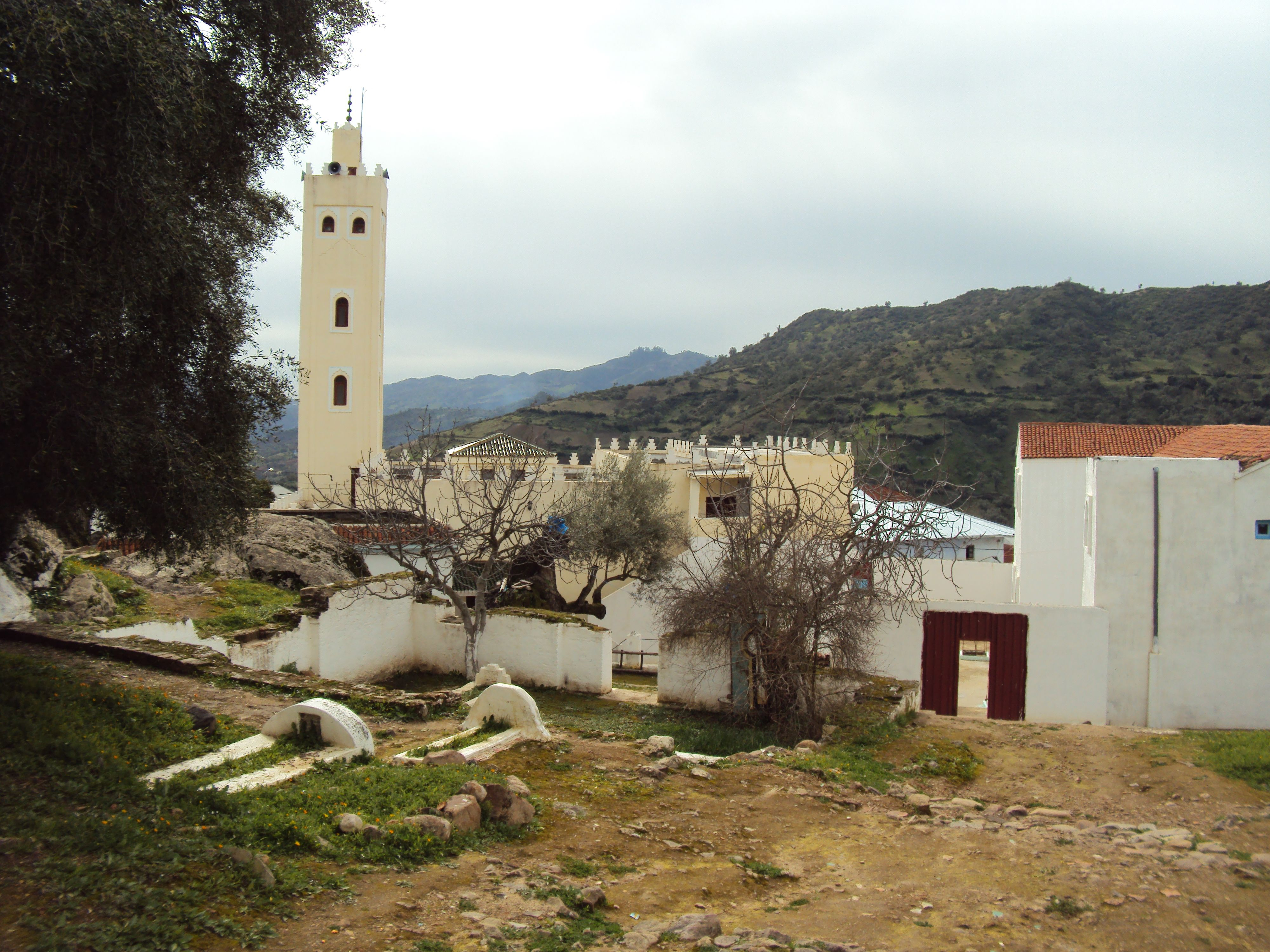
Een traditioneel dorp in het Rifgebergte

Het Rifgebergte of de Rif (Riffijns: ⴰⵔⵉⴼ Arif) is een gebied in het noorden van Marokko dat zich uitstrekt over een aantal Marokkaanse provincies. Het Rifgebied bestaat niet alleen uit een gebergte, maar het bevat ook vlakten geschikt voor landbouw. Het Rifgebergte maakt deel uit van de Betische cordillera, een gebergteboog die zich gedeeltelijk in Marokko en gedeeltelijk in Spanje bevindt. Het Rifgebergte strekt zich uit tot dicht bij het Spaanse vasteland, en vermoed wordt dat het ooit deel heeft uitgemaakt van het Europese continent, voor de Straat van Gibraltar gevormd werd. De hoogste top is de Adrar Tidghine (2456 m).

## Geografie
Belangrijke steden in het gebied zijn Tétouan, Berkane, Al Hoceima, Nador, Tanger en Chefchaouen.
Verder zijn de Spaanse enclaves Melilla en Ceuta van belang voor de lokale bevolking.

## Bevolking
De bevolking van de Rif wordt gevormd door de Riffijnen, Ghomara, en Jebela. De Riffijnen wonen in het oosten en spreken Riffijns (meestal "Tarifit" genoemd door de Riffijnen). In het onderwijs worden ze hedendaags echter, omwille van de arabisering van Noord-Afrika, verplicht om het Arabisch te gebruiken, waardoor de meeste Riffijnen tweetalig zijn (Riffijns en Darija). De Ghomara wonen centraal in het Rifgebergte en spreken Ghomara en Darija. Het Ghomara is omwille van de arabisering een uitstervende taal in kritieke toestand. De Jebala wonen in het westen en spreken, vanwege de arabisering hoofdzakelijk Darija. Uitzonderlijke stammen houden echter tot de dag van vandaag dialecten van het Tachelhit in leven, waaronder het Senhaja-Srair-dialect. 

## Geschiedenis
In de middeleeuwen was er een koninkrijk genaamd Nekor in het Rifgebied.
Tijdens de Rifoorlog (1920-1926) verklaarde de regio zich onder aanvoering van Mohammed Abdelkrim El Khattabi onafhankelijk. De Rif-Republiek slaagde er gedurende enkele jaren in een Frans-Spaanse invasie af te slaan. Uiteindelijk hebben Spanje en Frankrijk gebruik gemaakt van mosterdgas. Duizenden mensen, waaronder vrouwen, bejaarden en kinderen kwamen hierbij om het leven. De republiek werd dan in 1926 opgeheven. De gevolgen van het mosterdgas zijn nog steeds te zien. Van alle Marokkaanse kankerpatiënten komt ruim zestig procent uit het Rifgebied, vooral uit Beni Bouayach, Imzouren, Ajdir en Al Hoceima.